# Soban
Soban je priimek več znanih Slovencev:
- Bogdan Soban (*1949), računalniški slikar
- Branko Soban (*1952), novinar, dopisnik, publicist
- Darinka Soban (1921—2008), zdravnica anesteziologinja
- Ivana Soban, knjižničarka (Trst)
- Jernej Soban (*1947), strojnik
- Polona Soban, violončelistka
- Primož Soban, violist
- Stanislav Soban (*1913), profesor pravnih in ekonomskih ved
- Tamara Soban (*1962), prevajalka
- Vesna Soban, glasbena (kitarska) pedagoginja